# غوردون أندرسون (فيلسوف)
غوردون أندرسون (بالإنجليزية: Gordon Anderson)‏ هو فيلسوف أمريكي، ولد في 1947.